# Daniel Haaksman
Daniel Haaksman er en producer fra Tyskland.